# Chokladakademien
Svenska ChokladAkademien är en neutral ideell förening som vill öka kvalitetsmedvetandet om chokladprodukter och väcka intresse för chokladens betydelse som njutnings- och näringsmedel. ChokladAkademien bildades 2001 och vill skapa en folkrörelse kring choklad. Bland medlemsförmånerna återfinns tidningarna Journal Chocolat och Vin &  Bar Journalen.